# Anni 780 a.C.
Gli anni 780 a.C. sono il decennio che comprende gli anni dal 789 a.C. al 780 a.C. inclusi.

## Morti
- Ioas, re
- Menua, re armeno783 a.C.
- Adad-nirari III, sovrano assiro